# Oksprenolol
Oksprenolol je neselektivni beta blokator adrenergičkih receptora s parcijalnim agonističkim djelovanjem. To znači da je uglavnom simpatolitik s djelomičnim simpatomimetskim učinkom. 

## Djelovanje
Učinkovito blokira aritmogene učinke simpatičkog sustava, smanjuje srčanu frekvenciju, produžuje vrijeme atrioventrikularnog provođenja, kao i refraktorno razdoblje AV čvora. Zaštićujući srce od adrenergičkih podražaja uzrokovanih tjelesnim ili duševnim opterećenjem, smanjuje opterećenje srca i potrošnju kisika u srčanom mišiću. Oksprenolol u bolesnika s anginom pectoris smanjuje učestalost i jačinu anginoznih napadaja, te omogućava podnošenje većeg napora. Oksprenolol snižava povišeni krvni tlak, te smanjuje obolijevanje i smrtnost nakon infarkta srca. 

## Primjena
Oksprenolol se koristi za liječenje hipertenzije, dugotrajnu prevenciju angine pectoris, za sekundarnu prevencija nakon infarkta srca (pod uvjetom da u anamnezi nema srčane insuficijencije, bradikardije i hipotenzije), kod poremećaja srčanog ritma (supraventrikularna tahikardija, fibrilacija atrija, aritmije uzrokovane glikozidima digitalisa, ventrikularna tahikardija) te funkcionalnih poremećaja (hiperkinetički sindrom). Djelotvorna dnevna doza iznosi 160 mg.

### Nuspojave
Oksprenolol se ne bi smio koristiti u osoba koje pate od zatajenja srca koje ne reagira na glikozide digitalisa, koji pate od atrioventrikularnog bloka drugog ili trećeg stupnja, sindroma bolesnoga sinuatrijskog čvora, izražene bradikardije, kod pacijenata u kardiogenom šoku i bronhijalnoj astmi. S posebnim oprezom se može davati pacijentima koji pate od kronične opstruktivne bolesti pluća (KOBP), poremećaja srčanog provođenja te desnostranog popuštanja srca. 
Može prikriti znakove hipertiroidizma, u dijabetičara znakove hipoglikemije, a u bolesnika s oštećenom jetrenom funkcijom koncentracija lijeka u krvi može biti povećana, te dozu lijeka valja prilagoditi. Također, može pogoršati simptome perifernih vaskularnih bolesti (Raynaudova bolest). Trudnice mogu koristiti oksprenolol samo iznimno. 
Najčešće nuspojave jesu umor, slabost, hladnoća ekstremiteta, poremećaji spavanja, halucinacije, glavobolja, vrtoglavica, probavne smetnje (mučnina, povraćanje, proljev ili opstipacija, suhoća usta), smanjeno stvaranje suza, smanjen libido, a moguće su i alergijske reakcije (osip, svrbež).